# White Face
White Face é um filme policial produzido no Reino Unido e lançado em 1932. É baseado em uma peça teatral de Edgar Wallace.